# 托馬斯山
84°21′S 65°12′W / 84.350°S 65.200°W
托馬斯山（英語：Thomas Hills）是南極洲的山峰，位於伊利沙伯女皇地，屬於彭薩科拉山脈中帕圖克森特山脈的一部分，全長27公里，根據美國地質調查局的測量和美國海軍的空中照片被繪入地圖。